# Aderus flavus
Aderus flavus là một loài bọ cánh cứng trong họ Aderidae. Loài này được Fairmaire miêu tả khoa học năm 1863.